# Damon Hayler
Damon Hayler (* 6. Juli 1976 in Melbourne) ist ein ehemaliger australischer Snowboarder. Er startete im Snowboardcross und nahm an zwei Olympischen Winterspielen sowie vier Snowboard-Weltmeisterschaften teil.

## Werdegang
Hayler trat international erstmals bei den Snowboard-Weltmeisterschaften 2003 am Kreischberg in Erscheinung. Dort errang er den 26. Platz. In der Saison 2004/05 gab er in der Sierra Nevada sein Debüt im Snowboard-Weltcup, wobei er den 48. Platz errang und belegte bei den Snowboard-Weltmeisterschaften 2005 in Whistler den 29. Platz. In der folgenden Saison erreichte er mit Platz drei in Saas-Fee seine erste Podestplatzierung im Weltcup und wurde im Februar 2006 bei seiner ersten Olympiateilnahme in Turin Siebter. In der Saison 2006/07 errang er mit Platz neun im Snowboardcross-Weltcup seine beste Platzierung in dieser Wertung und kam bei den Snowboard-Weltmeisterschaften 2007 in Arosa auf den 69. Platz im Big Air sowie auf den 14. Rang im Snowboardcross. In der Saison 2007/08 erreichte er mit drei Top-Zehn-Platzierungen den 16. Platz im Snowboardcross-Weltcup. Nachdem er zu Beginn der Saison 2008/09 den dritten Platz in der Snowboardcross-Wertung des South America Cups und den zweiten Platz in der Snowboardcross-Wertung des Australia/New-Zealand-Cups belegt hatte, holte er in Bad Gastein seinen einzigen Weltcupsieg. Beim Saisonhöhepunkt, den Snowboard-Weltmeisterschaften 2009 in Gangwon, kam er auf den 21. Platz. Die Saison beendete er auf dem 38. Platz im Gesamtweltcup und auf dem 14. Rang im Snowboardcross-Weltcup. In seiner letzten aktiven Saison 2009/10 absolvierte er im Stoneham seinen 32. und damit letzten Weltcup, welchen er auf dem 20. Platz im Snowboardcross beendete und wurde bei den Olympischen Winterspielen 2010 in Vancouver Zehnter im Snowboardcross.

## Teilnahmen an Weltmeisterschaften und Olympischen Winterspielen

### Olympische Winterspiele
- 2006 Turin: 7. Platz Snowboardcross
- 2010 Vancouver: 10. Platz Snowboardcross

### Snowboard-Weltmeisterschaften
- 2003 Kreischberg: 26. Platz Snowboardcross
- 2005 Whistler: 29. Platz Snowboardcross
- 2007 Arosa: 14. Platz Snowboardcross, 69. Platz Big Air
- 2009 Gangwon: 21. Platz Snowboardcross

## Weltcupsiege und Weltcup-Gesamtplatzierungen

### Weltcupsiege
| Nr. | Datum           | Ort         | Disziplin      |
| --- | --------------- | ----------- | -------------- |
| 1.  | 11. Januar 2009 | Bad Gastein | Snowboardcross |

### Weltcup-Gesamtplatzierungen
| Saison  | Gesamt | Gesamt | Snowboardcross | Snowboardcross |
| Saison  | Punkte | Platz  | Punkte         | Platz          |
| ------- | ------ | ------ | -------------- | -------------- |
| 2005/06 | 1220   | 76.    | 1200           | 27.            |
| 2006/07 | 980    | 68.    | 980            | 9.             |
| 2007/08 | 1590   | 52.    | 1590           | 16.            |
| 2008/09 | 1754   | 38.    | 1754           | 14.            |
| 2009/10 | 660    | 109.   | 660            | 29.            |